# Stoß am Himmel

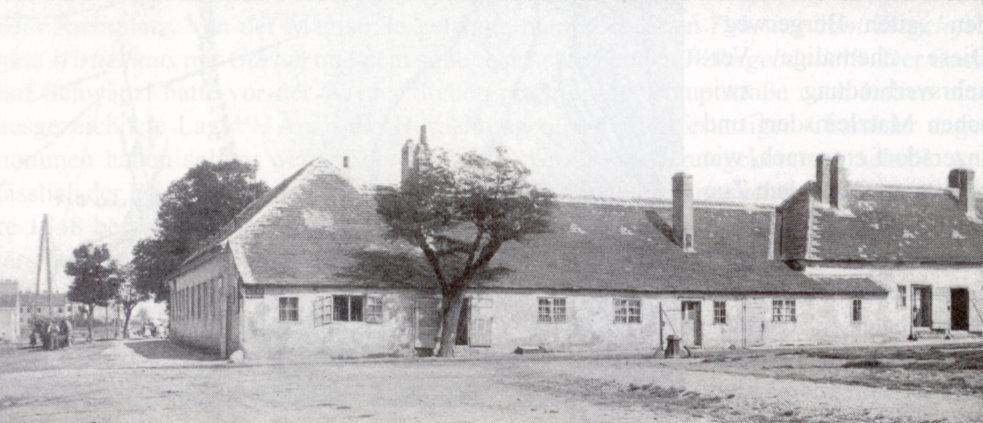
Das Stoß-im-Himmel-Haus 1904 von der Troststraße gegen Osten gesehen

Das Haus Stoß am Himmel (früher auch Stoß im Himmel) war ein ehemaliger Ziegelofen und ein Wirtshaus in Inzersdorf und später im 10. Wiener Gemeindebezirk Favoriten. Es befand sich an der Stelle des heutigen Eckhauses Troststraße 67 und Neilreichgasse 75 und ist bezirksgeschichtlich interessant, da es sich um eines der ganz wenigen Gebäude handelte, die auf dem ansonsten unverbauten Wienerberggelände bzw. auf dem Gebiet des späteren Favoriten in der 1. Hälfte des 19. Jahrhunderts bestand.

## Geschichte
Das Gebiet des Wienerberges gehörte zu Beginn des 19. Jahrhunderts noch zu Inzersdorf. Der lehmhaltige Boden eignete sich gut zur Ziegelerzeugung, sodass damals die ersten Ziegelöfen auf dem Gelände entstanden, das noch gänzlich unverbaut aus Wiesen und Weiden bestand. Am alten Bürgerweg, der in Inzersdorf Brunnweg oder Brunnenweg genannt wurde, und der von Matzleinsdorf über den Rücken des Wienerberges nach Inzersdorf und Vösendorf führte (teilweise identisch mit dem Verlauf der heutigen Neilreichgasse) erwarb 1803 Wenzel Philipp Äcker, die der Herrschaft Achau in Oberen Kühbergen zu Inzersdorf gehörten. Dort begründete er einen Ziegelofen, der die Konskriptionsnummer Inzersdorf 149 erhielt. Das Anwesen bestand aus einem gemauerten Wohnhaus mit zwei Zimmern, einem Vorzimmer und Dachboden, Stallungen für sechs Pferde, einer Scheune, zwei Ziegelhütten, einem Brunnen, zwei Luftöfen und vier Joch Überlandäckern.
1806 wurde alles versteigert und von Michael und Eleonore Riedl aus Wien erworben. 1808 erfolgte ein Weiterverkauf an Lorenz Strohmayer, der 1810 die Ziegelerzeugung eingestellt zu haben scheint. Die weiteren Besitzer waren 1820 der Wiener Bürger Leopold Strohmayer und 1826 Joseph und Josepha Strohmayer. Letztere richteten in dem erneuerten Gebäude ein Wirtshaus ein – ein damals dort üblicher Vorgang, da bei vielen Ziegelöfen Wirtshäuser bestanden, die den Arbeitern und Ausflüglern aus Wien zur Verfügung standen. Offenbar nach einem Brand wurde um 1840 an das bestehende Gebäude im Osten an der heutigen Troststraße ein Zubau errichtet. Diese nunmehr erweiterte Anlage scheint in den 1840er Jahren erstmals auf einer Karte unter der Beschriftung W.H. Stoss im Himmel, Z.O. (W.H. = Wirtshaus, Z.O = Ziegelofen) auf. Der Name Stoß im Himmel wurde auf die ganze Gegend ausgedehnt, da auch eine 1848 südlich vom Wirtshaus errichtete Spodiumfabrik die Adresse im Stoß im Himmel, nächst der Favoritenlinie erhielt.

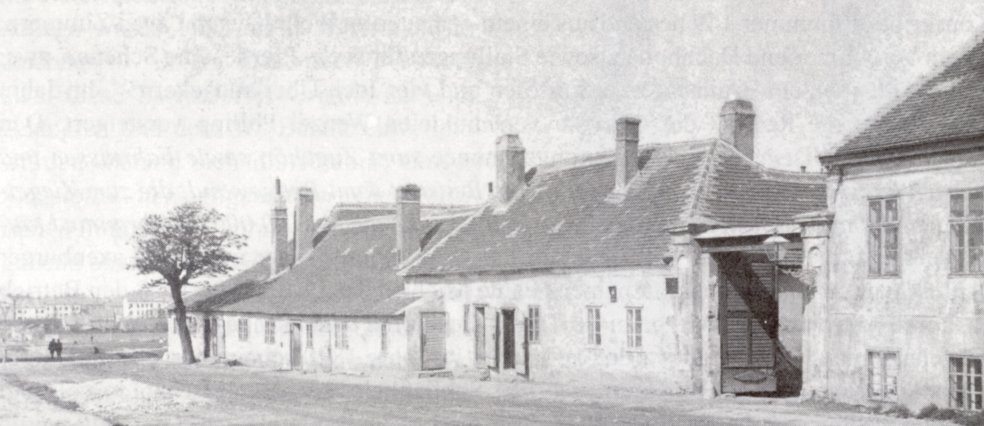
Das Stoß-am-Himmel-Haus 1904 von der Neilreichgasse gegen Nordosten gesehen

1860 übernahm der gleichnamige Sohn Josef Strohmayers die Liegenschaft, die 1863 an Johann Simon überging. Damals scheint die Ziegelproduktion bereits aufgegeben worden zu sein. Der Name des Wirtshauses änderte sich nunmehr auf Stoß am Himmel. Im Jahre 1890 kam der ganze Grund und damit auch das Wirtshaus von Inzersdorf zu Favoriten. Das ländliche Bauwerk passte bald nicht mehr in die sich entwickelnde städtische Umgebung, sodass es 1927 abgerissen wurde. An seiner Stelle wurde noch bis in die 1960er Jahre ein neuer Gastbetrieb, der nach dem Familiennamen des Besitzers Eier-Wirt genannt wurde, geführt.
In Wien-Mariahilf (6. Bezirk) wurde die Strohmayergasse nach Lorenz Strohmayer benannt; er hatte umfangreichen Grundbesitz in Mariahilf.